# Papilio ufipa
Espèce
Papilio ufipa est une espèce de lépidoptères (papillons) de la famille des Papilionidae. Cette espèce est présente en Afrique subsaharienne.

## Systématique
L'espèce Papilio ufipa a été décrite pour la première fois en 1961 par l'entomologiste britannique Robert Herbert Carcasson (d) (1918-1982).